# Horní Adršpach
Horní Adršpach (německy Ober Adrsbach) je západní část obce Adršpach v okrese Náchod. Horní Adršpach je také název katastrálního území o rozloze 8,06 km2.

## Historie
První písemná zmínka o obci pochází z roku 1348.
V letech 1850–1930 byla samostatnou obcí, v letech 1950–1976 a od 1. září 1990 se vesnice stala součástí obce Adršpach a od 30. dubna 1976 do 31. srpna 1990 součástí města Teplice nad Metují.

## Obyvatelstvo
| Rok            | 1869 | 1880 | 1890 | 1900 | 1910 | 1921 | 1930 | 1950 | 1961 | 1970 | 1980 | 1991 | 2001 | 2011 | 2021 |
| -------------- | ---- | ---- | ---- | ---- | ---- | ---- | ---- | ---- | ---- | ---- | ---- | ---- | ---- | ---- | ---- |
| Počet obyvatel | 721  | 927  | 906  | 853  | 919  | 804  | 855  | 458  | 370  | 318  | 373  | 387  | 378  | 381  | 337  |
| Počet domů     | 110  | 115  | 115  | 116  | 119  | 121  | 130  | 102  | 127  | 49   | 45   | 73   | 73   | 75   | 77   |

## Pamětihodnosti
- Kostel Povýšení svatého Kříže
- Pomník Julia Fučíka
- Adršpašská lípa[9]

## Fotogalerie

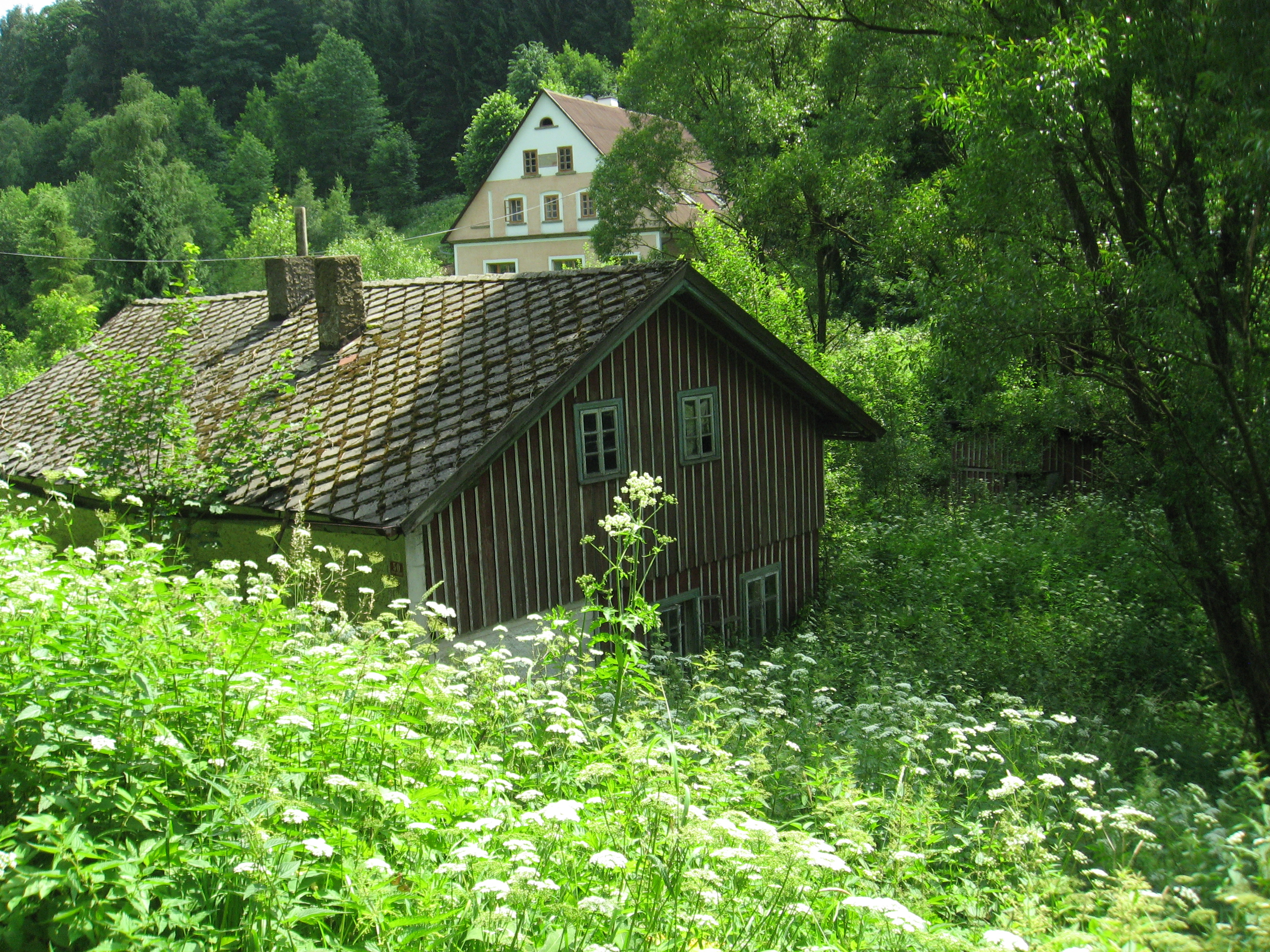
Domy v údolí
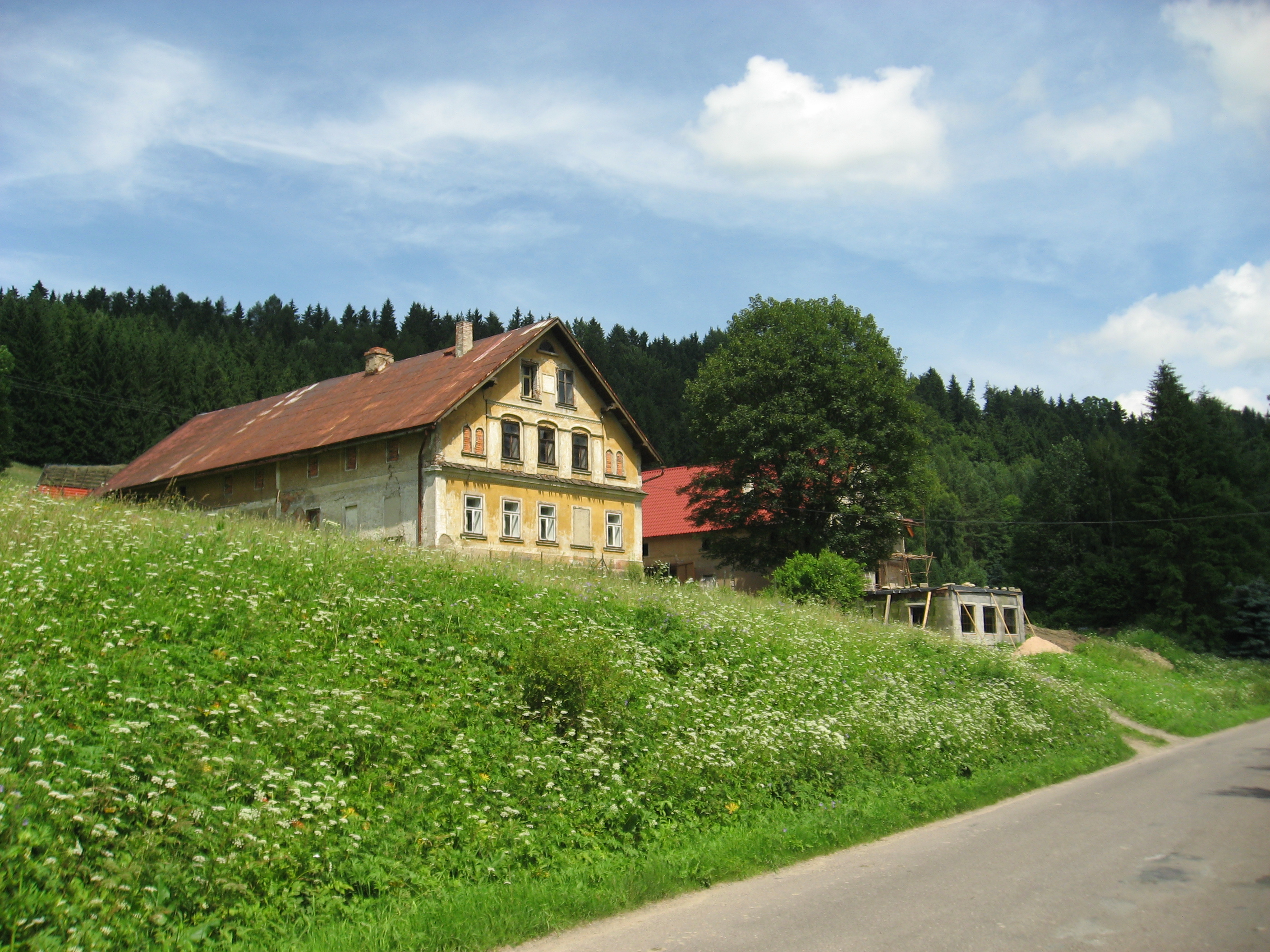
Jeden z místních statlů
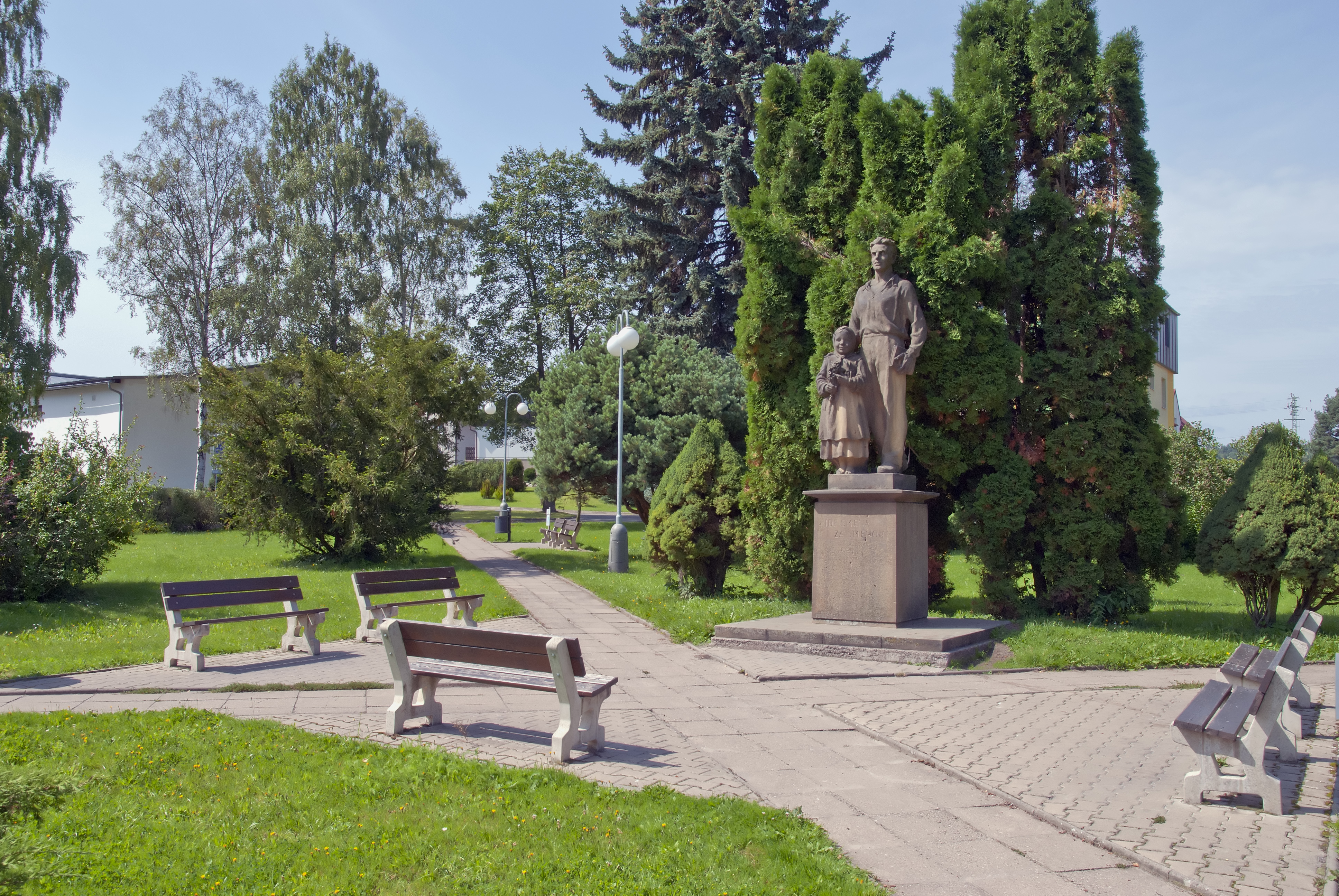
Pomník Julia Fučíka
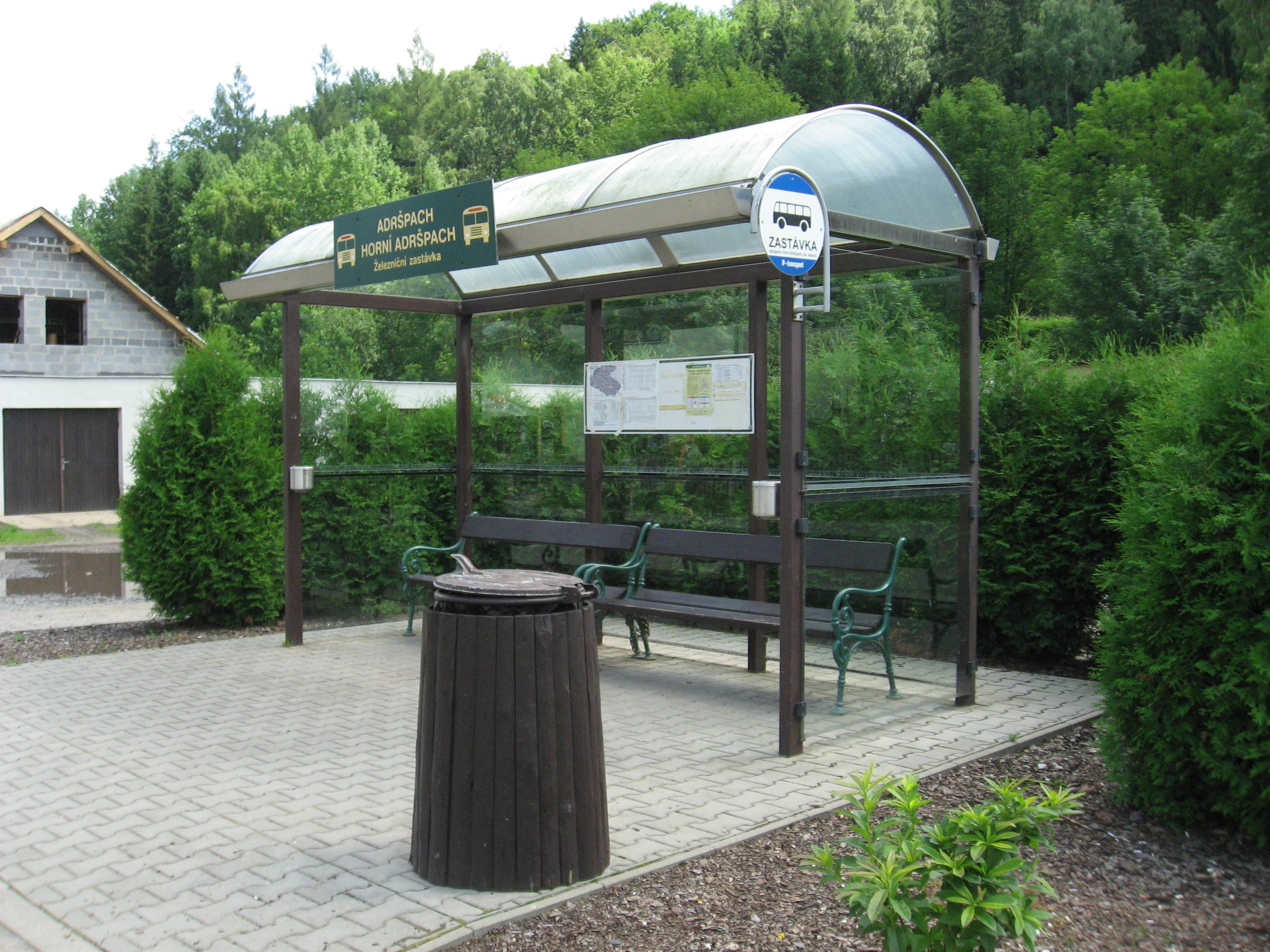
Autobusová zastávka